# Phyllomya nobilis
Phyllomya nobilis là một loài ruồi trong họ Tachinidae.